# Camisia polytricha
Camisia polytricha är en kvalsterart som beskrevs av Piffl 1971. Camisia polytricha ingår i släktet Camisia och familjen Camisiidae. Inga underarter finns listade.